# Stacja noclegowa PTT „Biały Domek” w Pieninach
Stacja noclegowa PTT „Biały Domek” w Pieninach – nieistniejąca stacja noclegowa Polskiego Towarzystwa Tatrzańskiego, położona w Pieninach, na wyspie Cypel, przy Drodze Pienińskiej, niedaleko istniejącego obecnie schroniska PTTK „Orlica”.

## Historia
Stacja noclegowa zlokalizowana była w pensjonacie, wybudowanym w latach 1925–1926 przez Jana Wohna dla swojej córki Marii i zięcia Tadeusza Wolskiego. Budynek był drewniany – parterowy z poddaszem użytkowym, bez podpiwniczenia. Na parterze znajdowały się trzy pokoje z tarasem oraz kuchnia. Na poddaszu trzy pokoje z dwoma balkonami. Przykryty był dwuspadowym dachem. Nazwa obiektu pochodziła od białych ścian zewnętrznych. Obok niego postawiono później drugi budynek z trzema pokojami oraz stodołę, kurnik, lodownię i łazienki kąpielowe.
Inicjatorem powstania w tym obiekcie stacji noclegowej był w 1933 Zarząd Główny i Oddział Pieniński Polskiego Towarzystwa Tatrzańskiego. Obok niej funkcjonowała stacja narciarska Towarzystwa Krzewienia Narciarstwa oraz przystań kajakowa Związku Kajakowców.
W lipcu 1934 Polskę nawiedziła największa powódź w latach międzywojennych. W wyniku ulewnych opadów wody Dunajca podniosły się do bardzo wysokiego poziomu, zalewając Cypel. Gospodarze oraz goście „Białego Domku” ewakuowali się do pensjonatu Orlica (obecnego schroniska PTTK). Budynek stacji noclegowej został zniesiony i zniszczony 15 lub 16 lipca 1934.

## Oferta
Stacja oferowała 12 miejsc noclegowych. Standard usług był wyższy niż w znajdującym się w Szczawnicy Niżnej schronisku PTT „Na Piaskach” i schronisku PTT „U Jacka Majerczaka”. Obiekt miał własny agregat prądotwórczy oraz telefon.

## Galeria

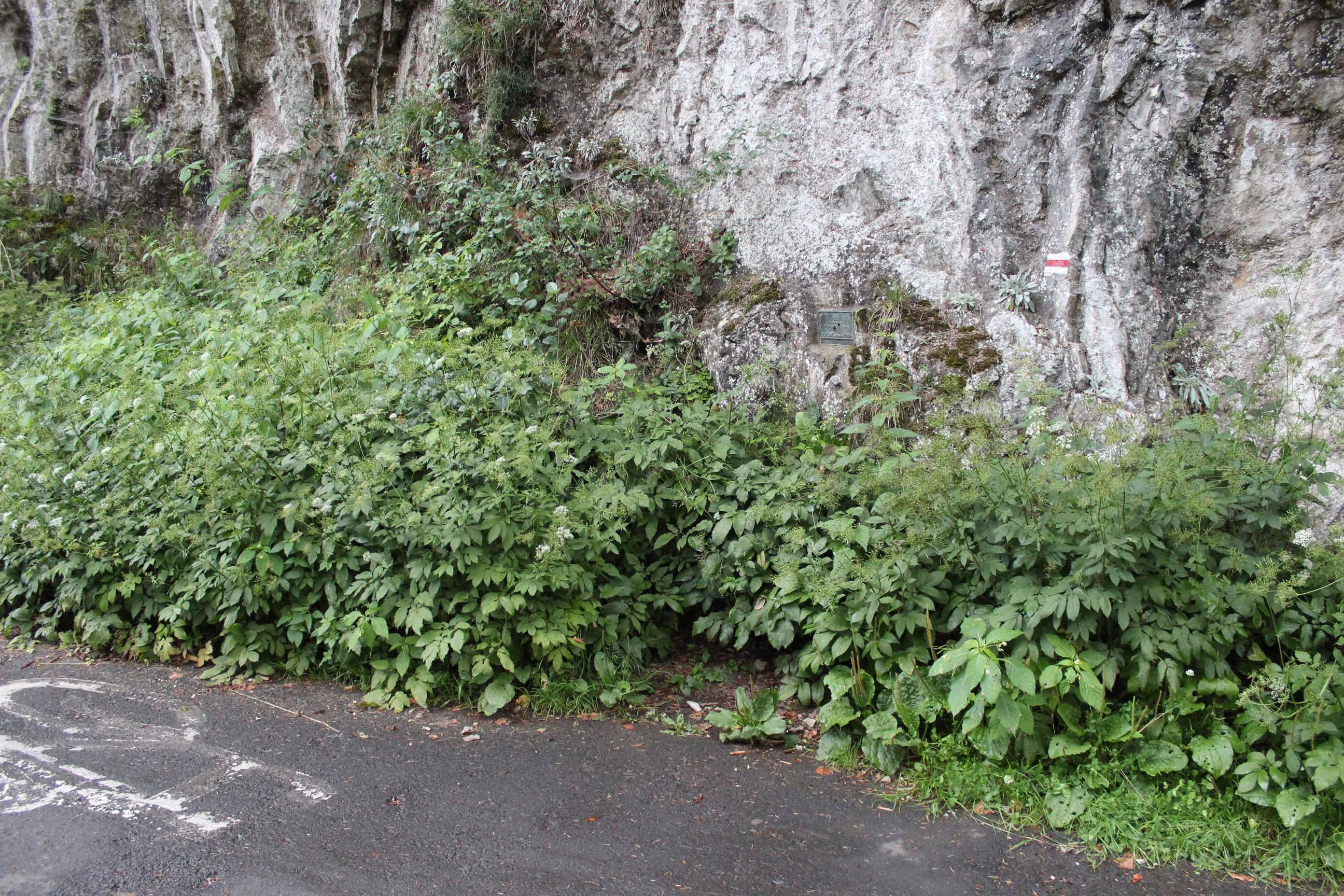
Skała przy Drodze Pienińskiej ze znakiem wysokiej wody z lipca 1934
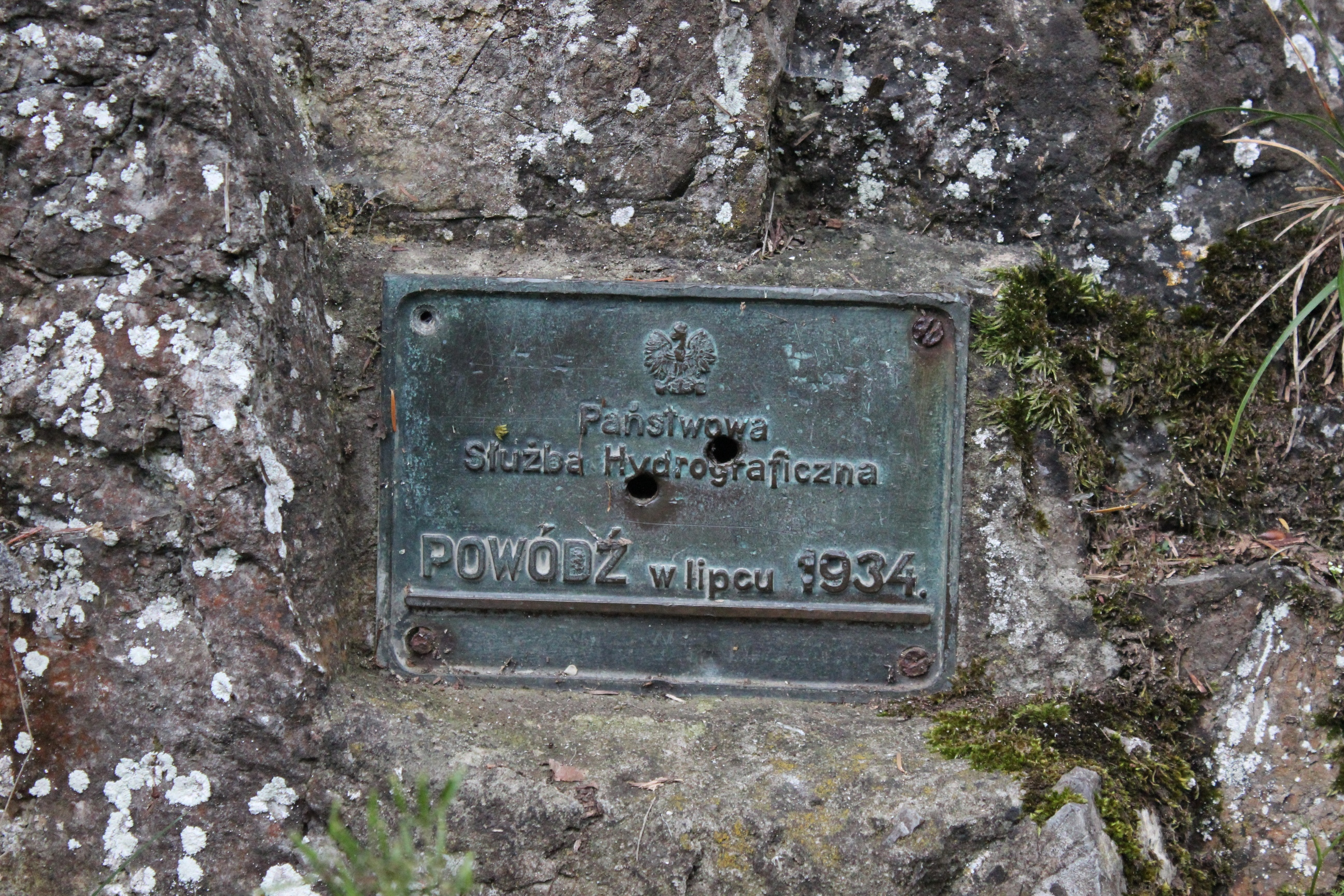
Znak wysokiej wody, która zniszczyła „Biały Domek” (zbliżenie)